# Santo Sepulcro
A Basílica do Santo Sepulcro  também conhecida como Igreja da Ressurreição, é um templo cristão localizado no Bairro Cristão da Cidade Antiga de Jerusalém. A igreja é a sede do Patriarcado Ortodoxo Grego de Jerusalém.
Segundo a tradição cristã (João 19:41-42), Jesus foi crucificado, sepultado e, ao terceiro dia, ressuscitou. Administrada e repartida entre as igrejas Católica Romana, Católica Ortodoxa, Apostólica Armênia, Ortodoxa Copta, Ortodoxa Siríaca e Ortodoxa Etíope, constitui um dos locais mais sagrados da cristandade. O sítio da Igreja do Santo Sepulcro é reconhecido desde o início do século IV como o lugar onde Jesus foi crucificado, sepultado e ressuscitou dos mortos.

## História

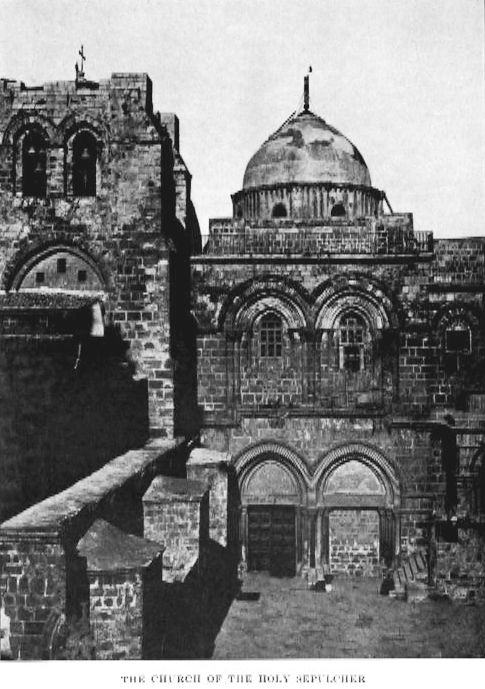
Exterior do Santo Sepulcro em 1885. Além de alguns trabalhos de restauração, parece essencialmente a mesma hoje

Na sequência da destruição de Jerusalém em 70 d.C., o imperador romano Adriano visitou a cidade do acre em 129–130, ordenando a sua reconstrução segundo um modelo que visava fazer dela uma cidade pagã chamada Élia Capitolina. Neste sentido, o imperador ordena que o local identificado com a sepultura de Jesus seja coberto com terra e que nele fosse construído um templo dedicado a Vênus.
Em 313, o imperador Constantino decretou o Édito de Tolerância para com os cristãos (ou Édito de Milão), que implicou o fim das perseguições. Em 326, sua mãe, Helena, visitou Jerusalém com o objectivo de procurar os locais associados aos últimos dias de Jesus. Em Jerusalém, ela identificou o local da Crucificação (o rochedo chamado Gólgota) e a tumba próxima conhecida como Anastasis ("ressurreição", em grego). O imperador decidiu então construir um santuário apropriado no local, a Igreja do Santo Sepulcro, no lugar do templo do imperador Adriano dedicado a Vênus. Os arquitectos inspiraram-se não nas estruturas religiosas pagãs, mas na basílica, um edifício que entre os romanos servia como local de encontro, de comércio e de administração da justiça.
Em 614, a igreja de Constantino foi gravemente danificada durante um incêndio ocorrido durante uma invasão dos persas sassânidas que roubaram os tesouros da igreja, restando apenas alguns restos escassos dela. A basílica foi reconstruída pelos bizantinos durante a reconquista da cidade pelo imperador Heráclio.
Em 638, a cidade de Jerusalém, assim como toda a Palestina, passou para as mãos dos muçulmanos. Os primeiros líderes muçulmanos de Jerusalém revelaram-se tolerantes para com o cristianismo. Em 966, as portas e o telhado da igreja foram queimados durante um motim. Em 1009, o califa fatímida Aláqueme Biamir Alá ordenou a destruição de todas as igrejas de Jerusalém, incluindo o Santo Sepulcro, sendo que somente os pilares da igreja, que eram da época de Constantino, sobreviveram à destruição. A notícia da sua destruição foi um dos factores que estiveram na origem das Cruzadas.

Diagrama da Igreja do Santo Sepulcro, mostrando diferentes partes da igreja, em especial a capela onde Jesus foi enterrado e o altar da Crucificação

Em vastas negociações que variam entre os fatímidas e o Império Bizantino entre 1027 e 1028, foi feito um acordo pelo qual o novo califa Ali az-Zahir (filho de Aláqueme) concordou em permitir a reconstrução e redecoração da Igreja. A reconstrução foi finalmente concluída com o financiamento da despesa feita pelo imperador Constantino IX Monômaco e Nicéforo, patriarca de Jerusalém, em 1048. Em 1099, os cruzados conquistaram Jerusalém e tomaram posse dessa igreja que, no seu essencial, é a que existe atualmente. A nova igreja foi consagrada em 1149. Debaixo da igreja encontra-se a cripta de Santa Helena, local onde a mãe de Constantino afirmou ter encontrado a Verdadeira Cruz na qual Jesus Cristo teria sido crucificado.
Com o regresso de Jerusalém ao domínio islâmico em 1187, Saladino proibiu a destruição de qualquer edifício religioso associado ao cristianismo. No século XIV, o local começou a ser administrado por monges católicos e por monges ortodoxos gregos. Outras comunidades pediam também a possibilidade de gerir o local (coptas egípcios e coptas sírios).
No século XVIII, procedeu-se à reparação da cúpula da Igreja do Santo Sepulcro. Em 1808, um incêndio danificou o local e a restauração iniciou-se em 1810. Novos restauros ocorrem entre 1863 e 1868. Em 1927, um abalo sísmico em Jerusalém causou graves estragos à estrutura.
Em 2016, a Igreja do Santo Sepulcro passou por uma profunda reforma, visando a restauração e estudos arqueológicos de sua Edícula, e, pela primeira vez desde 1555, o túmulo onde Jesus teria sido sepultado foi aberto e, segundo os cientistas e arqueólogos envolvidos na abertura, a estrutura original da caverna estava intacta. O túmulo ficou aberto por 60 horas e fechado novamente e, provavelmente, só será reaberto em centenas ou até milhares de anos. Aproveitando as obras de restauro, arqueólogos retiraram pedaços de argamassa de diversas partes do local para precisar as datas de construção, restado comprovadas as datas supramencionadas; o ano de 335, a construção do local e sua restauração em meados do século XVI, além da confirmação de que a entrada e Edícula atuais foram construídas no século XI, após a destruição do local em 1009. O custo das obras de restauração de 2016 foi de 3,5 milhões de dólares. Foi reaberta para visitação ao público em 22 de março de 2017.
No dia 25 de fevereiro de 2018, os administradores do templo o interditaram como forma de protesto à cobrança de impostos por parte do município de Jerusalém.

## Entrada para a Igreja
A entrada para a igreja é através de uma única porta no sul do transepto. Esta forma estreita de acesso a uma estrutura tão grande provou ser perigoso às vezes. Por exemplo, quando em um incêndio em 1840, dezenas de peregrinos foram pisoteados até a morte.

## Altar da Crucificação

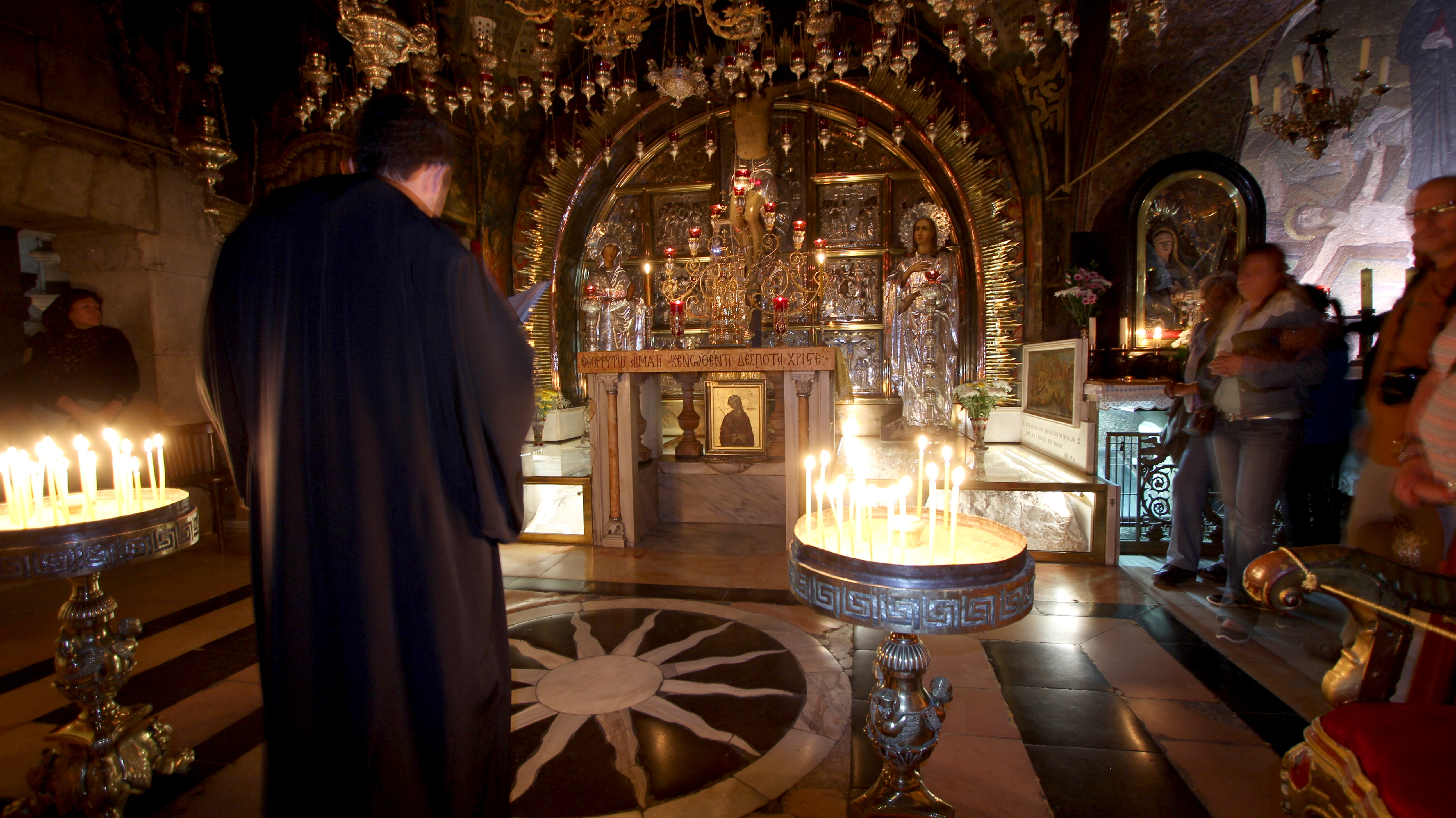
O Altar da Crucificação

No lado sul do altar, através do ambulatório (um corredor em torno do final do coro ou coro de uma igreja), há uma escada para o Calvário (Gólgota), tradicionalmente considerado como o local da Crucificação de Jesus, e a parte mais ricamente decorada da igreja. O altar-mor pertence à Igreja Ortodoxa Grega, que contém a rocha do Calvário (décima segunda Estação da Cruz). A pedra pode ser vista sob um vidro em ambos os lados do altar, e por baixo do altar há um buraco dito ser o lugar onde a cruz foi levantada junto com os dois malfeitores. Devido à importância deste evento na história de todo o cristianismo, esse é o local mais visitado do prédio. Os católicos romanos (franciscanos) têm um altar para o lado, a Capela da Pregação da Cruz (Estação 11 da Cruz). À esquerda do altar, do lado da capela ortodoxa oriental há uma estátua de Maria (a décima terceira Estação da Cruz, onde o corpo de Jesus foi retirado da cruz e entregue a sua família). Também há muitas pinturas na parede e no teto retratando temas bíblicos, como a tentativa de sacrifício de Abraão com seu filho Isaque.
Sob o Calvário e as duas capelas ali, no piso principal, existe uma minúscula capela chamada Capela de Adão. Segundo a tradição religiosa medieval, Jesus foi crucificado sobre o lugar onde o crânio de Adão foi enterrado. A rocha do Calvário é vista através de uma janela quebrada na parede do altar, onde existe uma rachadura que tradicionalmente é dita ser causada pelo terremoto que ocorreu quando Jesus morreu na cruz, e que é dita pelos estudiosos mais críticos ser o resultado de pedreiras, ao invés de uma falha natural na rocha.

## Pedra da Unção

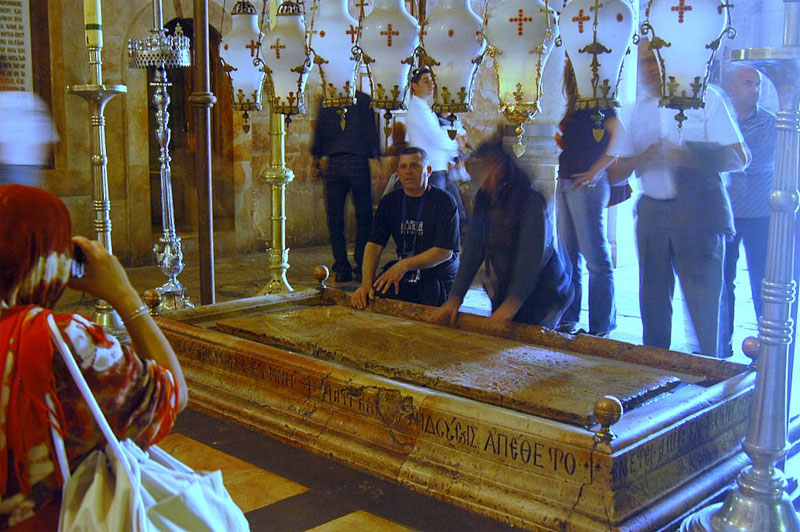
A Pedra da Unção é o local onde, segundo a tradição, o corpo de Jesus teria sido depositado após a Crucificação

Na entrada da igreja está a sagrada Pedra da Unção, que a tradição diz ser o local onde o corpo de Jesus foi preparado para o sepultamento por José de Arimateia e Nicodemos. No entanto, essa tradição é atestada apenas desde a época das cruzadas, ou seja, na Idade Média, e a pedra atual está lá desde 1555.
A parede atrás da pedra foi uma adição temporária para apoiar o arco por cima dele, que havia sido enfraquecida após o dano do incêndio em 1808, os blocos de parede assentam-se em cima dos túmulos de quatro reis do século XII, e já não são estruturalmente necessários. Há uma diferença de opinião sobre se esta é a décima terceira Estação da Cruz, que outros identificam como a descida de Jesus da cruz e localizar entre a estação de 11 e 12 até o Calvário. As lâmpadas que pendem sobre a pedra são fornecidas pelas comunidades cristãs que controlam as partes do edifício: 4 são fornecidas pelos armênios e 13 pelos latinos, gregos e coptas.

## Rotunda e Edícula

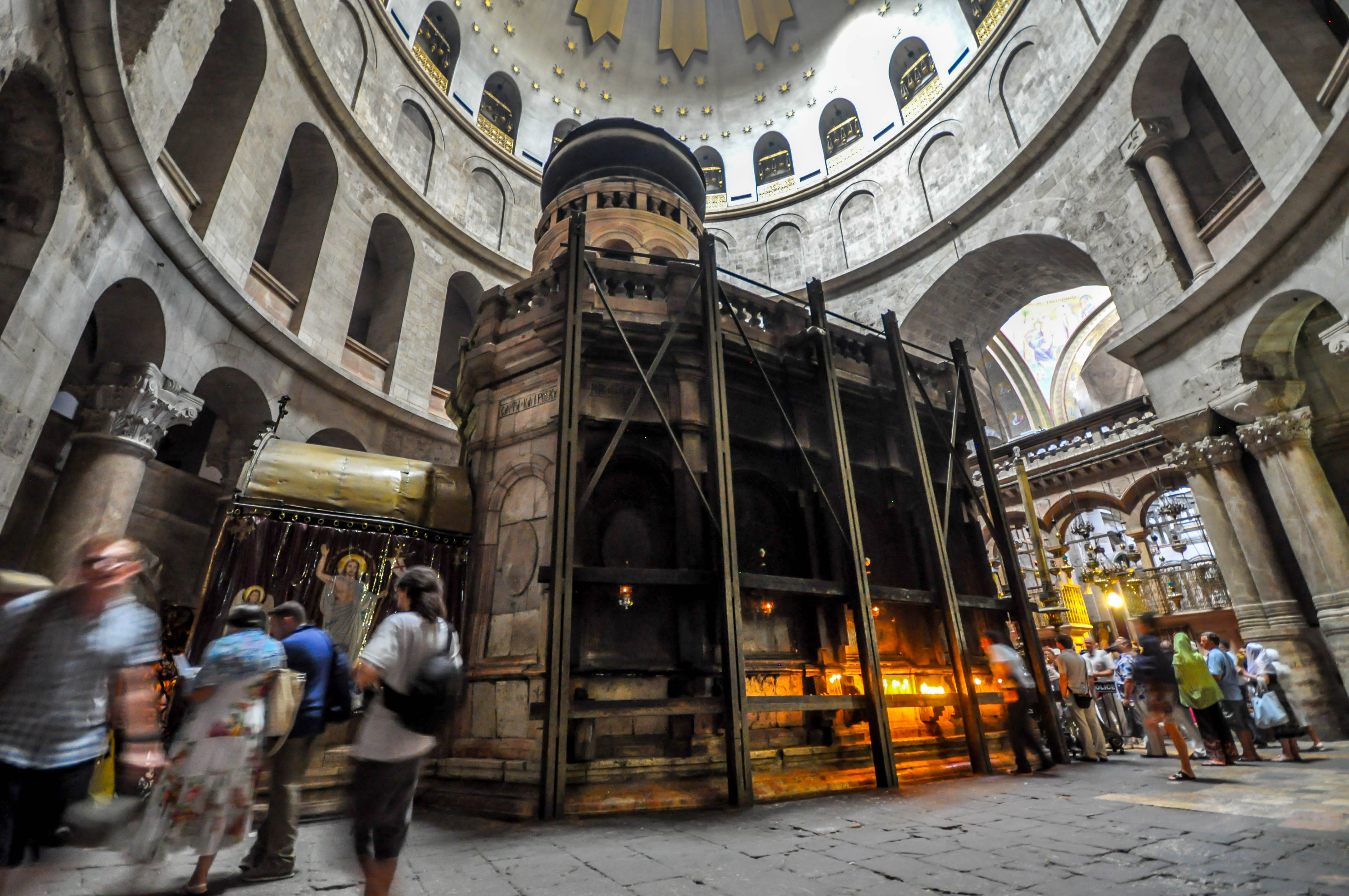
A Edícula, erguida para proteger o Santo Sepulcro, propriamente dito

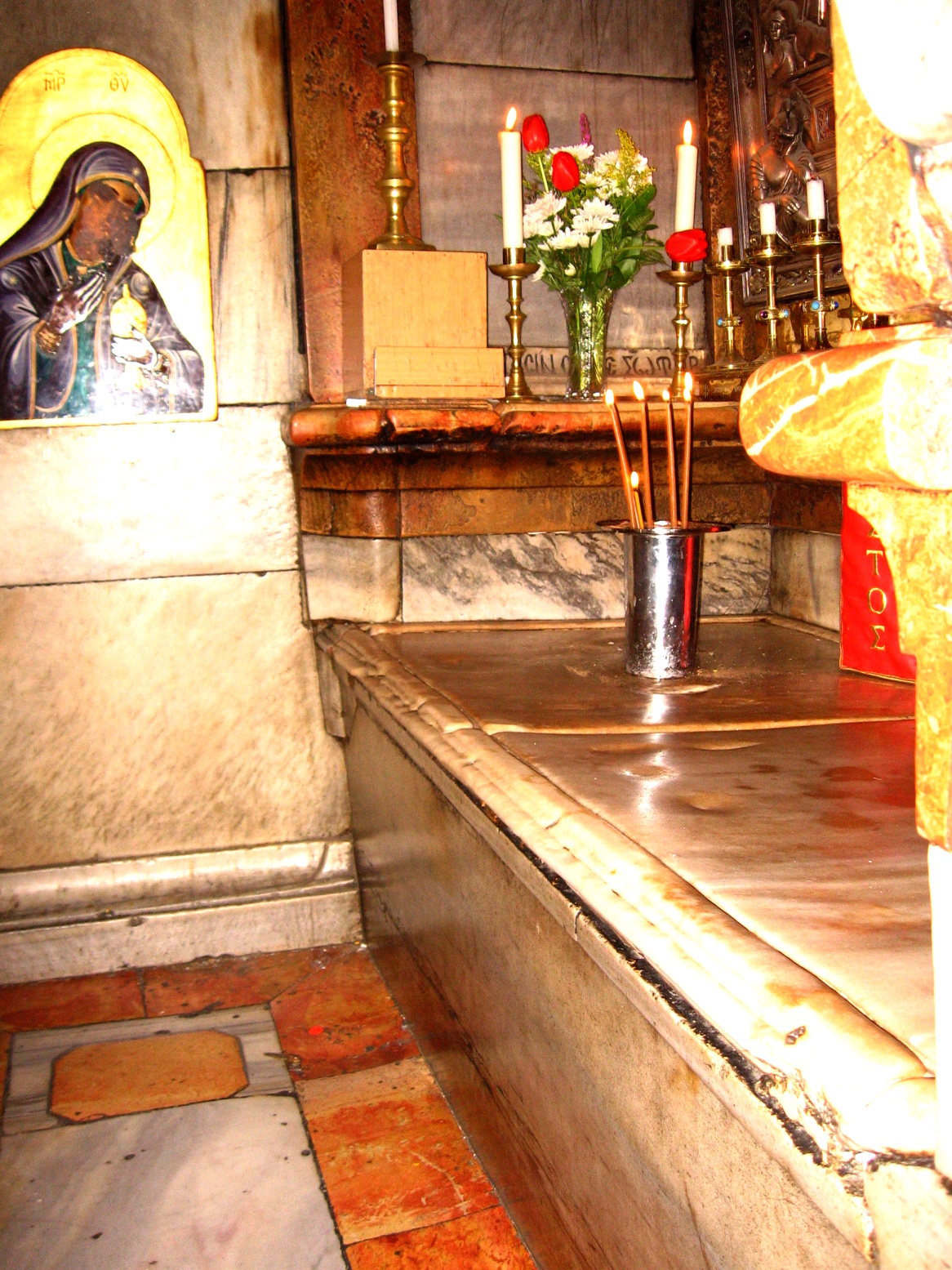
O Santo Sepulcro, ao interior da Edícula

A Rotunda está localizada no centro do Anastasis, abaixo da maior das duas cúpulas da igreja. No centro da Rotunda está uma pequena capela ou edifício religioso chamada de Edícula (do latim ædiculum, pequeno edifício), construída no século XIX, onde está o Santo Sepulcro, propriamente dito. A Edícula tem dois quartos, o primeiro é a Capela do Anjo, que é onde se acredita estar um fragmento da pedra grande que selou o túmulo; no segundo está o próprio túmulo. Sobre o "leito fúnebre" foi colocada uma pedra de mármore em 1555, mas que estaria presente no túmulo desde o século XIV.
A Edícula, em razão de estar conectada ao evento do Sepultamento de Jesus e sua Ressurreição, é vista como o local mais sagrado de toda a Igreja - e, por extensão, de todo o cristianismo.
De acordo com o Status quo de 1852, as Igrejas Católica Ortodoxa, Católica Romana e Apostólica Armênia têm todos os direitos sobre o interior da tumba, e todas as três comunidades celebram a Divina Liturgia ou Santa Missa lá diariamente. Ele também é usado para outras cerimônias em ocasiões especiais, como o Sábado Santo do Fogo Sagrado liderada pelo patriarca ortodoxo grego de Jerusalém. Na parte de trás da Edícula está uma pequenina capela construída em 1557 de ferro treliça sobre uma base de pedra semicircular no plano e que é administrada por coptas egípcios. Dessa capela dá para se observar uma parte da pedra que está dentro do santo sepulcro. Historicamente, os georgianos guardam a chave das portas da Edícula.
Atrás da Edícula e da rotunda está uma capela que em seu interior guarda diversos Kokh - túmulos judeus. Embora este espaço tenha sido descoberto recentemente e não contenha marcas de identificação, muitos cristãos acreditem que este seja o local do túmulo de José de Arimateia, e é onde os ortodoxos sírios celebram sua liturgia aos domingos. À direita do Sepulcro na borda sudeste da Rotunda está a Capela da Aparição e que está reservada para uso dos católicos latinos.

## Catholicon e Ambulatório

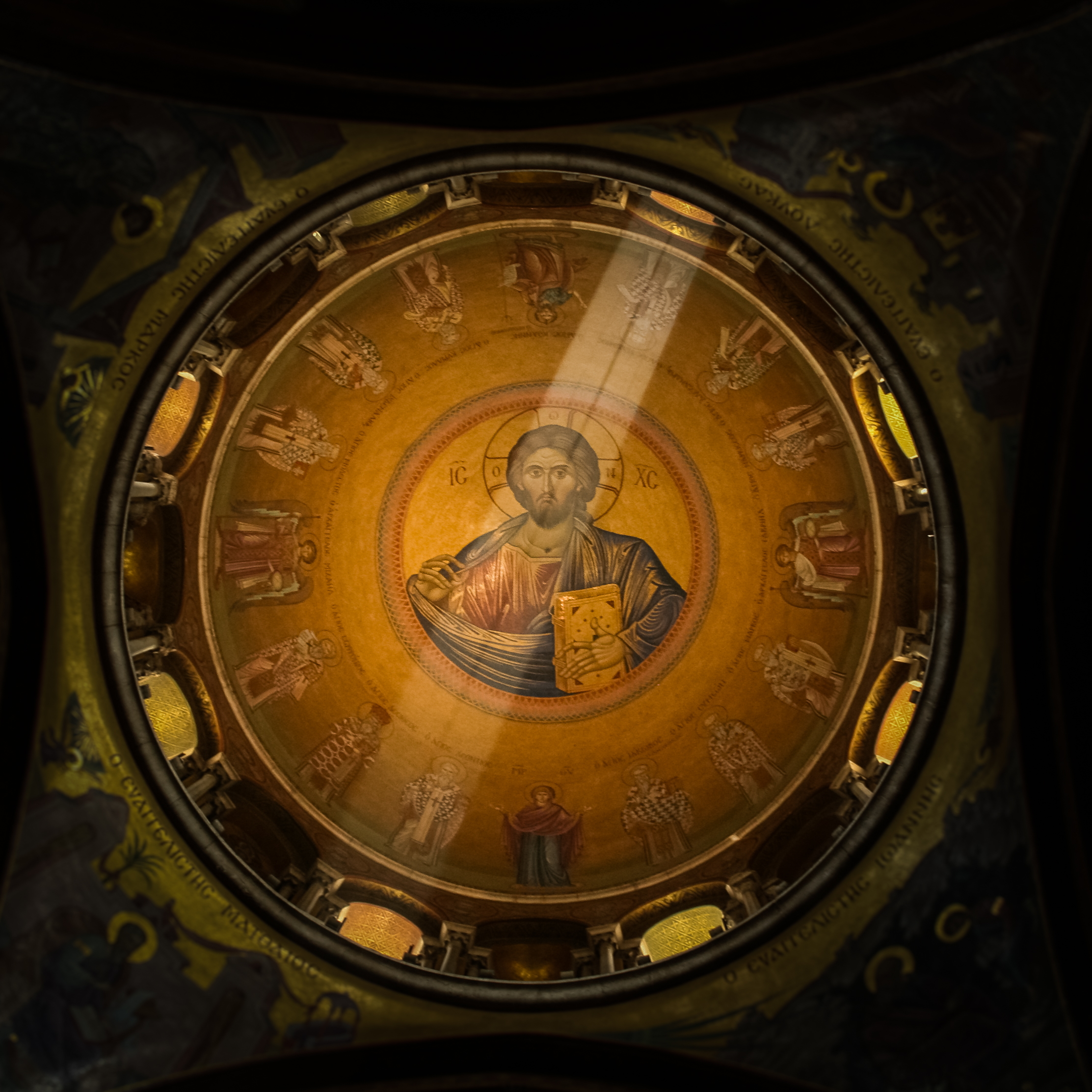
Catholicon

Catholicon - No lado leste em frente à Rotunda, há uma estrutura cruzada com o altar principal da Igreja e é onde se localiza o catholicon grego. A segunda cúpula, menor fica diretamente sobre o centro do cruzamento do transepto do coro onde os compas, um omphalos, uma vez pensado para ser o centro do mundo (associada ao local da Crucificação e da Ressurreição), está situado. Ao leste há um grande iconostasis demarcando o santuário ortodoxo, antes que se defina o trono do Patriarca Grego Ortodoxo de Jerusalém, na zona sul de frente para o trono do Patriarca Ortodoxo Grego de Antioquia, no lado norte.
Prisão de Cristo - No lado nordeste do complexo existe um local chamado "Prisão de Cristo", sendo visto por franciscanos como o local da prisão de Jesus. Ortodoxos gregos alegam que o verdadeiro lugar que Jesus foi preso é no seu Mosteiro da Praetorium, localizado perto da Igreja de Ecce Homo, na primeira estação na Via Dolorosa. Os armênios consideram como sendo o verdadeiro lugar o no Mosteiro da Flagelação, um edifício perto da segunda estação da Via Dolorosa, como a prisão de Cristo. Uma cisterna entre as ruínas, perto da Igreja de São Pedro em Gallicantu também é acusado de ter sido a Prisão de Jesus.
Além disso, a leste no ambulatório há três capelas (de sul para norte):
- Capela grega de São Longino - A capela ortodoxa grega é dedicada a São Longino, um soldado romano que, segundo o Novo Testamento, perfurou Jesus com uma lança.
- Capela armênia da Divisão de Vestes - suposto local onde os soldados romanos teriam lançado sortes para verem qual deles ficariam com as partes da roupa de Jesus.
- Capela grega do Derision - a capela mais ao sul do ambulatório.

## Composto armênio
Capela de Santa Helena - entre as duas primeiras capelas são escadas que descem a Capela de Santa Helena.
Capela de São Vartan - no lado norte da Capela de Santa Helena, há uma porta ornamentada forjada em ferro que leva à Capela de São Vartan. A última Capela contém vestígios arqueológicos de templo de Adriano, do século II, e da basílica de Constantino, do século IV. Estas áreas são geralmente fechadas para a visitação.
Capela da Invenção da Santa Cruz - um outro conjunto de 22 escadas da capela de Santa Helena leva até a Capela latina da Invenção da Santa Cruz, que se acredita ser o lugar onde a Vera Cruz foi encontrada.

### Norte da Edícula
Capela franciscana de Santa Maria Madalena - A capela indica o suposto local onde, segundo a tradição cristã, Maria Madalena encontrou Jesus depois da sua Ressurreição.
Capela franciscana do Santíssimo Sacramento (ou Capela da Aparição) - em memória do encontro de Jesus com sua mãe após a Ressurreição.

### Sul da Edícula
As três capelas ortodoxas gregas de São Tiago, o Justo, São João Batista e dos Quatro Mártires de Sebaste, ao sul da rotunda e no lado oeste do pátio da frente, formam originalmente o complexo do batistério da igreja do quarto século d.C.

## Propriedade

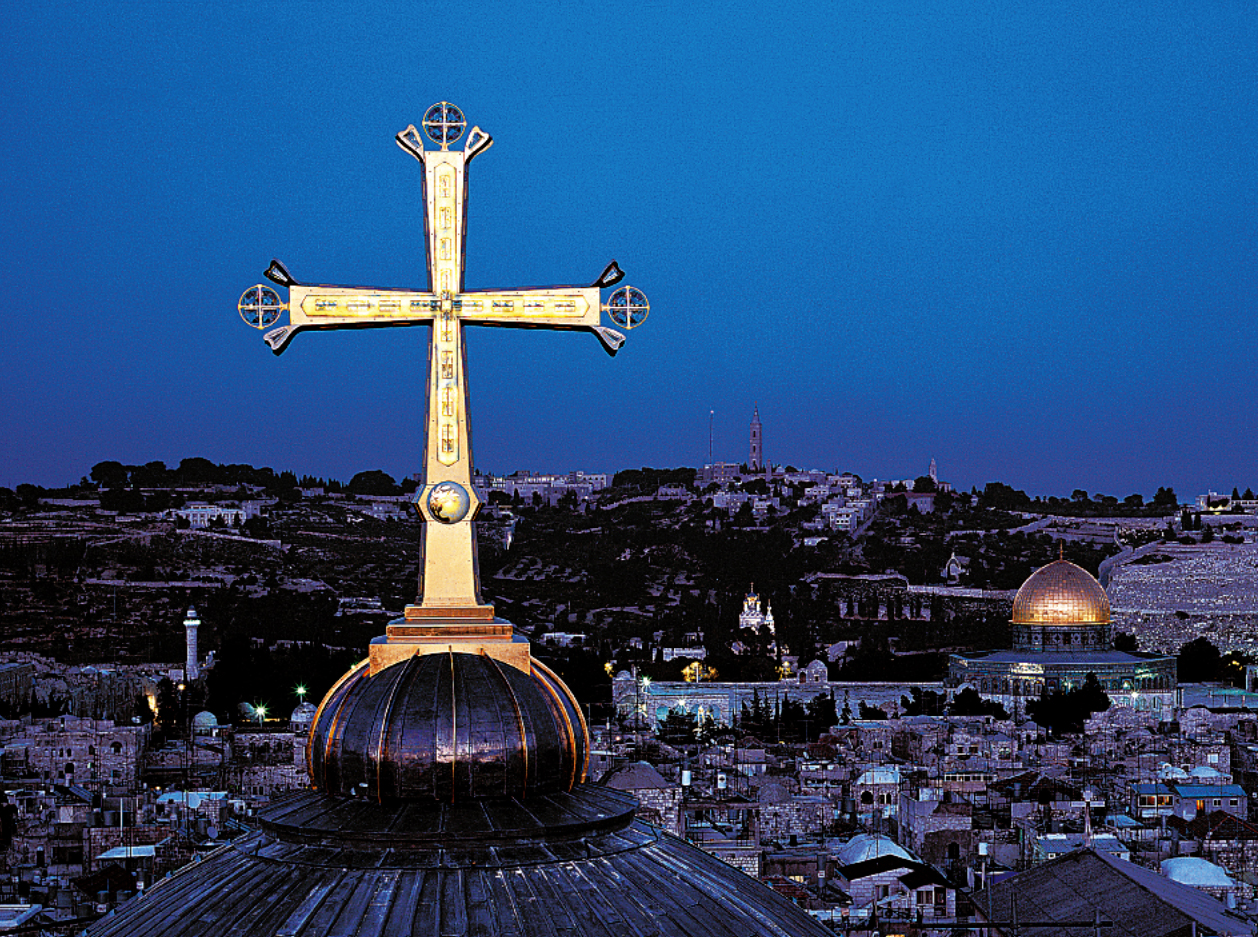
Uma cruz, localizada acima do Catholicon, e a vista de Jerusalém

Desde o tempo dos cruzados, os recintos e o edifício da Basílica do Santo Sepulcro tornaram-se propriedade das três maiores denominações — os greco-ortodoxos, os armênio-ortodoxos e os católicos romanos. Outras comunidades — os copta-ortodoxos egípcios, os etíope-ortodoxos e os sírio-ortodoxos — também têm certos direitos e pequenas propriedades dentro ou a pouca distância do edifício. Os direitos e os privilégios de todas estas comunidades são protegidos pelo Status Quo dos Lugares Santos (1852), conforme estabelece o Artigo LXII do Tratado de Berlim (1878).